# Sarita Kristina Hansen
Sarita Kristina Hansen es una deportista danesa que compite en remo. Ganó tres medallas en el Campeonato Mundial de Remo en Sala entre los años 2023 y 2025, en la prueba de ligero 500 m.

## Palmarés internacional
| Campeonato Mundial | Campeonato Mundial      | Campeonato Mundial | Campeonato Mundial |
| Año                | Lugar                   | Medalla            | Prueba             |
| ------------------ | ----------------------- | ------------------ | ------------------ |
| 2023               | Mississauga (Canadá)    | Medalla de plata   | Ligero 500 m       |
| 2024               | Praga (República Checa) | Medalla de oro     | Ligero 500 m       |
| 2025               | Sede virtual            | Medalla de plata   | Ligero 500 m       |